# Augusta Savage
Augusta Christine Fells, més coneguda pel malnom d'Augusta Savage o Augusta Christine Savage, (Green Cove Springs, 29 de febrer de 1892 – Ciutat de Nova York, 26 de març de 1962) fou una escultora, educadora i activista estatunidenca durant el Harlem Renaissance, coneguda per lluitar contra el racisme per tal d'aconseguir un lloc per a les dones afroamericanes dins del món de l'art.

## Obra
- Gamin (1929)[3]
- Busts of W. E. B. Dubois and Marcus Garvey (1930)[3]
- The Tom-Tom[4]
- The Abstract Madonna[5]
- Envy
- A Woman of Martinique[6]
- Lift Every Voice and Sing (també conegut com The Harp)[3]
- Sculptural interpretation of American Negro Music[6]

## Per a llegir més
- Farrington, Lisa E. Creating their own image: the history of African-American women artists (en anglès).  Oxford University Press, 2011. ISBN 9780199767601.
- Savage, Augusta «Augusta Savage and the art schools of Harlem» (en anglès). Schomburg Center for Research in Black Culture. New York Public Library, 1988. OCLC: 645284036.